# Austrozele shaanxiensis
Austrozele shaanxiensis är en stekelart som beskrevs av He och Chen 2000. Austrozele shaanxiensis ingår i släktet Austrozele och familjen bracksteklar. Inga underarter finns listade.